# مارتا کوبیشووا

مارتا کوبیشووا (متولد ۱ نوامبر ۱۹۴۲) یک خواننده چک است. در زمان بهار پراگ ۱۹۶۸، با آهنگ "Modlitba pro Martu" ("دعای برای مارتا")، او یکی از محبوب‌ترین خوانندگان زن در چکسلواکی بود.
در سال ۱۹۶۷ او جایزه بلبل زرین (جایزه موسیقی) (انگلیسی: Golden Nightingale) را دریافت کرد. آهنگ "Prayer for Marta" تبدیل به نماد مقاومت ملی در برابر تهاجم اعضای پیمان ورشو به چکسلواکی شد. در زمان بهار پراگ، او بیش از ۲۰۰ رکورد SP و یک LP به نام Songy a Balady (آهنگ‌ها و بالادها، منتشر شده در ۱۹۶۹) ضبط کرد که بلافاصله از فروشگاه‌ها ممنوع شد. در سال ۱۹۷۰، دولت او را به دروغ متهم به تهیه عکس‌های پورنografi کرد که منجر به ممنوعیت اجرای او در کشور تا سال ۱۹۸۹ شد. در سال ۱۹۷۱، او نت موسیقی آنجلو میخایلوف را برای Dívka na Koštěti (دختر روی جارو) تنظیم کرد. او یکی از امضا کنندگان اعلامیه منشور ۷۷ بود. اولین آلبوم‌های او پس از انقلاب مخملی چکسلواکی در ۱۹۸۹، یک بازچاپ از Songy a Balady و یک مجموعه از آهنگ‌های قدیمی به نام Lampa بودند.

## زندگی‌نامه
مارتا کوبیشووا در ۱ نوامبر ۱۹۴۲ در چسکه بودیوویتسه به دنیا آمد. پدر او یک قلب‌شناس بود و مادرش خانه‌دار بود که بعداً در خیابان Celetná در پراگ، رکورد می‌فروخت. در سال ۱۹۵۲، خانواده به پودیبرادی نقل مکان کردند. او برای ادامه تحصیل در دانشگاه پس از فارغ‌التحصیلی از دبیرستان، شروع به کار در کارخانه شیشه‌سازی پودیبرادی کرد. حرفه خوانندگی او با یک گروه رقص که در نیمبورک در هنگام عصر چای اجرا می‌کردند، آغاز شد. در سال ۱۹۶۱، او به فینال مسابقه Hledáme nové talenty ("جستجوی استعدادهای جدید") رسید. در سال ۱۹۶۲، او شغل خود در کارخانه شیشه‌سازی را از دست داد و برای تئاتر استاپ در پاردوبیتسه تست داد. در سال ۱۹۶۳، او به تئاتر آلفا در پلزن رفت تا در نمایش Black Dream به کارگردانی لودویک آشتکنازی اجرا کند. او همکاری خود را با واتسلاو نتسکاژ و هلنا وندراچکووا در دسامبر ۱۹۶۵ آغاز کرد، زمانی که برای اجرای نمایش انتظار برای شهرت آماده می‌شدند. در سال ۱۹۶۷، او جایزه Zlatý slavík را برد. آهنگ "Prayer for Marta"، با شعر پتر رادا، تبدیل به نماد مقاومت ملی در برابر تهاجم اعضای پیمان ورشو به چکسلواکی شد. در ۱ نوامبر همان سال، او با یوزف نکچر و هلنا وندراچکووا گروه محبوب "Golden Kids" را تشکیل داد. در سال ۱۹۶۹، او جایزه دوم خود را از Zlatý slavík دریافت کرد و با کارگردان فیلم یان نیمتس ازدواج کرد. یک سال بعد، او برای سومین بار جایزه Zlatý slavík را دریافت کرد، اما مجبور شد جایزه را به‌طور مخفیانه در دفتر مجله Mladý svět دریافت کند، زیرا نرمالیزاسیون آغاز شده بود. آخرین اجرای Golden Kids در ۲۷ ژانویه ۱۹۷۰ در اوستراوا برگزار شد.